# Tên thánh
Tên thánh (hoặc tên rửa tội) là tên của mỗi cá nhân chọn khi nhận nghi thức rửa tội (bí tích Rửa Tội) trong một số giáo hội Kitô giáo. Tập tục này bắt nguồn từ Pháp và Đức vào thời Trung Cổ. Cho đến tận ngày nay, tại các quốc gia có truyền thống Kitô giáo, nhiều người vẫn coi tên thánh của mình cũng chính là tên gọi thông thường để xưng hô, còn tên họ là để phân biệt gia tộc. Ví dụ, Giáo hoàng Biển Đức XVI có tên thật là Joseph Ratzinger, bản thân tên riêng Joseph đã thể hiện vị thánh bổn mạng của ông là thánh Giuse (tiếng Đức: Heiligen Joseph).
Ở các quốc gia không có truyền thống Kitô giáo, ví dụ như Việt Nam, tên thánh thường đứng trước tên thế tục, nhưng người ta chỉ sử dụng tên thánh trong các nghi lễ tôn giáo, hoặc xưng hô mang tính cách kính trọng với chức sắc (theo tục kỵ húy). Ví dụ, Tổng giám mục Giuse Nguyễn Chí Linh thường được gọi là "Đức Tổng giám mục Giuse", hoặc "Đức Tổng Giuse" trong bối cảnh tôn kính.